# Anna Sergeevna Golitsyna
Anna Sergeevna Golitsyna, född 1774, död 1838, var en rysk pietist. 
Hon var dotter till generallöjtnanten Sergei Alekseevich Vsevolozhsky (1751-1822) och Ekaterina Andreevna Zinovieva (1751-1836), och gifte sig 1802 med kammarherren och adjutanten till storhertigen Konstantin Pavlovitj, furst Ivan Aleksandrovitj Golitsyn (1783-1852). 
Hon skilde sig 1803 och levde sedan på sin fars förmögenhet. Hon var kände för att spela bort stora summor pengar på Europas kasinos i Paris i och Warszawa, och klädde sig i manskläder. Hon intresserade sig också för mystik och blev vän med mystikern Barbara Juliane von Krüdener, som hon flyttade ihop med. År 1824 grundade hon en koloni av pietister på sitt gods på Krim. 